# Caularthron amazonicum
Caularthron amazonicum är en orkidéart som först beskrevs av Rudolf Schlechter, och fick sitt nu gällande namn av Henry Gordon Jones. Caularthron amazonicum ingår i släktet Caularthron och familjen orkidéer. Inga underarter finns listade i Catalogue of Life.